# 1993 au Vatican
Chronologie du Vatican
- 1989
- 1990
- 1991
- 1992
- 1993
- 1994
- 1995
- 1996
- 1997

## Chronologie

### Janvier 1993
- Vendredi 15 janvier 1993 : publication du motu proprio : Europae Orientalis par le pape Jean-Paul II. Ce motu proprio supprime la commission pontificale "Pro Russia" qui était dirigée par Mgr Jean-Louis Tauran[Note 1], et institue la commission inter-dicastères permanente pour l'Église en Europe de l'Est, compétente pour les Églises de rite latin et de rite oriental[1].

### Mars 1993
- Mardi 25 mars 1993 : publication du motu proprio : Inde a pontificatus par le pape Jean-Paul II. ce motu proprio fusionne le conseil pontifical pour le dialogue avec les non-croyants avec le conseil pontifical de la culture en devenant le Conseil Pontifical de la Culture. La Commission Pontificale pour la Conservation du Patrimoine Artistique et Historique de l'Église étant renommé en "Commission Pontificale pour les Biens Culturels de l'Église" ne la mettant plus sous la tutelle de la congrégation pour le clergé mais autonome avec son président issu du Conseil pontifical de la culture[2].

### Septembre 1993
- Lundi 13 septembre 1993 inauguration du télescope grégorien Vatican Advanced Technology Telescope sur le mont Graham à Tucson dans l'Arizona[3].

### Novembre 1993
- Mardi 9 novembre : le grade de basilique mineure est conféré à l'Église de la décollation de Saint Jean-Baptiste de Chojnice (pl) en Pologne, dans la lettre apostolique inter plurimos rédigée par le cardinal secrétaire d'État Angelo Sodano au nom du pape[4].
- Jeudi 11 novembre 1993 : Jean-Paul II se blesse à l'épaule droite à la suite d'une chute après le discours devant les membres de la FAO. Cet accident a nécessité par la suite d'une anesthésie générale à la policlinique Gemelli, il a dû réduire ainsi son nombre d'activités pour prendre du repos[5].

### Décembre 1993
- Jeudi 30 décembre 1993 : Accord fondamental entre le Saint-Siège et l'État d'Israël sur l'« Accord sur quelques principes fondamentaux » constitué de 15 articles et fruit de l'aboutissement d'une commission de travail bilatérale et permanente constitué le 29 juillet 1992 pour « étudier et définir ensemble les des sujets d'intérêts réciproque, en vue de parvenir à une normalisation des rapports ». Cet accord est signé entre le représentant du Saint-Siège Mgr Claudio Maria Celli sous secrétaire pour les relations entre les états, et M. Yossi Beilin vice ministre des affaires étrangères de l'état d'Israël au ministère des affaires étrangères à Jérusalem[6],[7].